# The Capitol Albums
The Capitol Albums Vol. 1 und The Capitol Albums Vol. 2 sind Zusammenstellungen von jeweils vier US-amerikanischen Kompilationsalben der britischen Band Beatles. Die Box The Capitol Albums Vol. 1 enthält vier Alben aus dem Jahr 1964 und wurde am 15. November 2004 veröffentlicht, am 11. April 2006 folgte The Capitol Albums Vol. 2, die vier Alben aus dem Jahr 1965 beinhaltet.

## Vorgeschichte

Das Logo von Capitol Records

Nachdem Capitol Records das Angebot ausgeschlagen hatte, die EMI-Vertriebsrechte für die USA für die Beatles zu übernehmen, schloss Vee-Jay Records, einen Vertrag mit den Beatles ab, der aber anfänglich zu keinem kommerziellen Erfolg führte.
Im Dezember 1963 unterzeichnete Brian Epstein, der Manager der Beatles, einen Plattenvertrag mit Capitol Records für zukünftige Beatles-Veröffentlichungen. Am 26. Dezember 1963 erschien dann mit I Want to Hold Your Hand / I Saw Her Standing There die erste Single der Beatles bei Capitol Records. Die Single stieg am 18. Januar 1964 auf Platz 45 in die Billboard Hot 100 ein. Zwei Wochen später führte I Want to Hold Your Hand die Charts an. Es war der kommerzielle Durchbruch der Beatles in den USA. Am 10. Januar 1964 erschien in den USA das Album Introducing… The Beatles von Vee-Jay Records, zehn Tage später das Album Meet the Beatles!. Schon am 10. April 1964 folgte das dritte Album The Beatles’ Second Album, das aus der Sicht von Capitol Records das zweite Album der Beatles war.

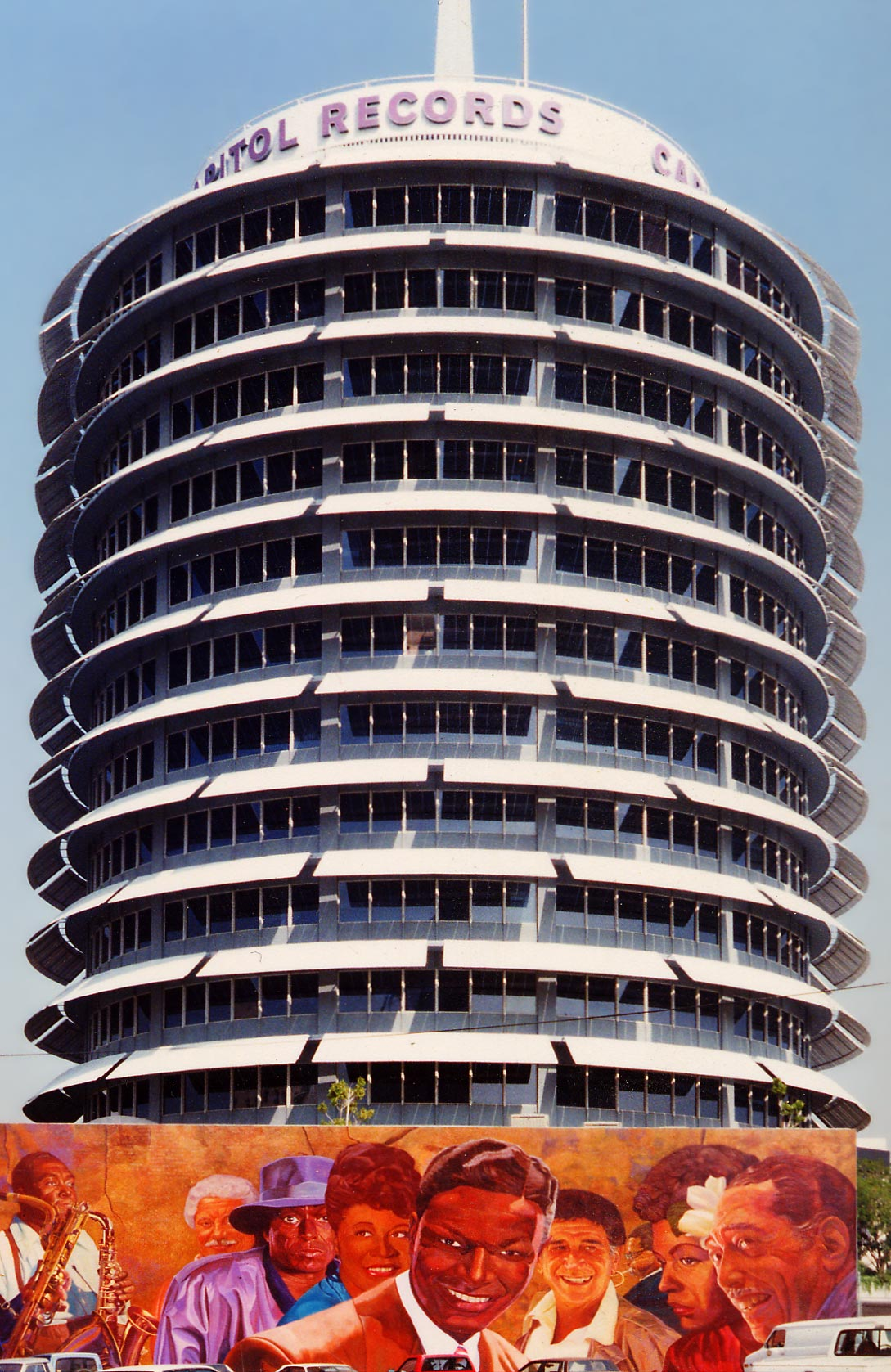
Der Capitol Tower – der Firmensitz von Capitol Records in Hollywood

Während in Großbritannien das Albumformat 14 Lieder umfassen konnte, waren in den USA zwölf oder weniger Lieder die Regel für ein Album. Weiterhin wurden in den USA erfolgreiche Singles der Beatles auf den Studioalben, im Gegensatz zu Großbritannien, hinzugefügt, sodass eine Anzahl von Liedern übrig blieb, die dann für „neue“ Alben verwendet wurde. Capitol Records begann ab The Beatles’ Second Album statt zwölf nur elf Lieder auf ihren Beatles-Kompilationsalben zu veröffentlichen, um Lizenzgebühren zu sparen.

Capitol Records-Single Roll Over Beethoven

Es folgte am 26. Juni 1964 noch das Album A Hard Day’s Night, es enthält nur Musik aus dem gleichnamigen Film. Da United Artists den ersten Film der Beatles finanziert hatte, bekam die Filmgesellschaft für die USA auch das Recht den Soundtrack zu vertreiben, sodass die sieben Lieder der Seite eins des britischen Originalalbums sowie der Titel I’ll Cry Instead verwendet wurde. Es war Capitol Records erlaubt, Lieder des Albums A Hard Day’s Night auf ihren eigenen Alben zu veröffentlichen, so lange sie es nicht als Soundtrackalbum vermarkteten, so wurde am 20. Juli 1964 das Album Something New veröffentlicht. Capitol Records entschied sich kurz vor Weihnachten des Jahres 1964 mit Beatles ’65, ein weiteres eigenständiges Album zu veröffentlichen, das im Wesentlichen auf dem britischen Album Beatles for Sale basiert.
Insgesamt erschienen in den USA im Jahr 1964 einschließlich des Dokumentationsalbums The Beatles’ Story sechs Alben der Beatles, die von Capitol Records veröffentlicht wurden.
Am 22. März 1965 erschien ein Ersatz für das Album Introducing… The Beatles, mit dem Titel The Early Beatles, da Vee-Jay Records aus rechtlichen Gründen nur bis zum 15. Oktober 1964 Beatles-Platten veröffentlichen durfte. Am 14. Juni 1965 wurde das Album Beatles VI veröffentlicht, es enthält die sechs Lieder des britischen Albums Beatles for Sale, die nicht auf dem Album Beatles ’65 erschienen sind, weiterhin enthält das Album drei Lieder des britischen Albums Help!. In den USA erschien dann am 13. August 1965 die US-amerikanische Version des Albums Help!. Im Gegensatz zur britischen Fassung enthält dieses Album nur Musik aus dem gleichnamigen Film, die sieben Lieder der ersten Seite des britischen Albums Help!, als auch die Instrumentalstücke From Me to You Fantasy, In the Tyrol, Another Hard Day’s Night, The Bitter End / You Can’t Do That und The Chase. Die Instrumentallieder wurden nicht von den Beatles oder George Martin, sondern von Ken Thorne aufgenommen. Am 6. Dezember 1965 wurde die US-amerikanische Version des Albums Rubber Soul veröffentlicht, das Album enthält nur zwölf Lieder, von denen zwei, I’ve Just Seen a Face und It’s Only Love, bereits auf der britischen Veröffentlichung des Albums Help! erschienen waren. Rubber Soul war das achte in den USA von Capitol Records veröffentlichte Studioalbum. (Introducing… The Beatles wurde, wie erwähnt, von Vee-Jay Records sowie A Hard Day’s Night von United Artists veröffentlicht und The Beatles’ Story ist ein Dokumentationsalbum.)

## Entstehung
Mit der erstmaligen legalen Veröffentlichung der Beatles-Alben im CD-Format zwischen 26. Februar und 20. Oktober 1987 entschied sich EMI, das grundsätzlich weltweit nur noch die zwölf britischen Studioalben hergestellt werden, zusätzlich wurde das US-amerikanische Kompilationsalbum Magical Mystery Tour dem Kernkatalog der Beatles hinzugefügt.
Am 15. November 2004 wurde die Box The Capitol Albums Vol. 1 veröffentlicht, die folgende vier US-amerikanische Alben beinhaltet, die erstmals legal auf CD veröffentlicht wurden:
- Meet the Beatles!
- The Beatles’ Second Album
- Something New
- Beatles ’65

Die vier Alben wurden ursprünglich im Jahr 1964 veröffentlicht.
Am 11. April 2006 folgte die Veröffentlichung der Box The Capitol Albums Vol. 2, die folgende vier Alben aus dem Jahr 1965 beinhaltet:
- The Early Beatles
- Beatles VI
- Help!
- Rubber Soul

Einige der Abmischungen wurden in den 1960er Jahren durch Dave Dexter Jr. veranlasst, der auch als weiterer Produzent bei den Alben Something New, Beatles ’65 und Help! aufgeführt wird.
Alle CD-Alben haben ihre US-amerikanischen originären Stereo- sowie die Monoabmischungen und ihre ursprünglichen Cover als Replika in CD-Pappcovern, weiterhin haben die CDs Label von Capitol Records.
Die originären US-Alben von Capitol Records Yesterday and Today und Revolver erschienen 1966 und Hey Jude im Jahr 1970 und wurden somit nicht für die beiden Boxen berücksichtigt.
Da bis zum Jahr 2009 die ersten vier Alben der Beatles nur in den britischen Monoabmischungen erhältlich waren, boten die Alben der Box The Capitol Albums Vol. 1 und The Early Beatles von der zweiten Box erstmals Stereoversionen der meisten Lieder an.
Das Remastering fand durch Ted Jensen in den Sterling Sound Studios in New York statt, dabei wurden die originalen Submaster von Capitol Records und nicht die Original Master der Abbey Road Studios verwendet, sodass sämtliche eigenständige Abmischung auf CD getreu übertragen wurden.
Im Dezember 2004 wurde die Box The Capitol Albums Vol. 1 in den USA mit Platin für eine Million verkaufte Einheiten (dabei zählt jede in der Box enthaltene CD einzeln) ausgezeichnet.
Im April 2006 wurde die Box The Capitol Albums Vol. 2 in den USA mit Gold für 500.000 verkaufte Einheiten (dabei zählt jede in der Box enthaltene CD einzeln) ausgezeichnet.
Die CD-Alben in den Boxen wurden im Handel nicht separat vertrieben. Im Januar 2014 wurde die Box The U.S. Albums veröffentlicht, diese enthält 13 US-amerikanische Alben.

## Die Original-Abmischungen der Alben
Bei der Herstellung von Duophonic-Stereoabmischungen in den 1960er Jahren in den USA wurden Mono-Masterbänder verwendet, wobei die Toningenieure das Monosignal durch zwei Tonkanäle sendeten, dabei wurden bei einem Kanal die tiefen Töne und auf dem anderen Kanal die Höhen optimal ausgesteuert, außerdem werden die beiden Kanäle leicht asynchron abgespielt, sodass ein Stereoeffekt vorgetäuscht wird.
- Meet the Beatles!

Stereoversion:
Bei der überarbeiteten Stereoversion des Albums wurden keine Stereo-Abmischungen der Lieder I Want to Hold Your Hand und This Boy, sondern sogenannte Duophonic-Abmischungen (Fake-Stereo), verwendet.
Monoversion:
Die Monoversion enthält die heruntergemischten britischen Stereoversionen der Lieder. I Want to Hold Your Hand und This Boy sind die originalen britischen Monomixe.
- The Beatles’ Second Album

Stereoversion:
Bei der überarbeiteten Stereoversion des Albums wurden keine Stereoabmischungen der Lieder She Loves You und I’ll Get You sondern sogenannte Duophonic-Abmischungen (Fake-Stereo), verwendet. Thank You Girl hat erstmals eine Stereoabmischung, die im Gegensatz zur Monoversion eine andere Mundharmonikabegleitung und Hall hat. Für Money (That’s What I Want) wurde ein neuer Stereo- und Monomix angefertigt
Monoversion:
Die Monoversion enthält die heruntergemischten britischen Stereoversionen der Lieder. Die Lieder You Can’t Do That, Long Tall Sally (es wurde kein Hall verwendet) und I Call Your Name (andere Abmischung der Gitarre und der Kuhglocke am Anfang des Liedes) haben neue Abmischungen.
- Something New

Stereoversion:
Die Stereoversion enthält die britischen Originalversionen der Lieder.
Monoversion:
Das Album hat teilweise eigenständige Monoabmischungen der Lieder Any Time at All (das Klavier wurde in den Hintergrund gemischt), When I Get Home (das Klavier wurde in den Vordergrund gemischt) und And I Love Her (einfacher und nicht gedoppelter Gesang). I’ll Cry Instead wurde in den USA in einer um knapp 20 Sekunden verlängerten Version auf der Monoversion des Albums Something New veröffentlicht. Die restlichen Monoversionen sind die originalen britischen Monoabmischungen.
- Beatles ’65

Stereoversion:
Die Lieder I Feel Fine und She’s a Woman wurden für die Stereoversion des Albums in Fake-Stereo abgemischt.
Monoversion:
Weiterhin enthält die Monoversion des Albums eine andere Abmischung des Liedes I’ll Be Back (das Lied wird langsamer abgespielt). Die Monoversion von She’s a Woman wurde gekürzt und Echo hinzugefügt, bei I Feel Fine wurde ebenfalls Hall verwendet.
- The Early Beatles

Stereoversion:
Bei der überarbeiteten Stereoversion des Albums wurden keine Stereoabmischungen der Lieder Love Me Do und P.S. I Love You, sondern sogenannte Duophonic-Abmischungen (Fake-Stereo), verwendet.
Monoversion:
Die Monoversion enthält die heruntergemischten britischen Stereoversionen der Lieder. Love Me Do und P.S. I Love You sind die originalen britischen Monoabmischungen.
- Beatles VI

Stereoversion:
Yes It Is wurde für die Stereoversion des Albums in Duophonic-Version (Fake Stereo) abgemischt.
Monoversion:
Es wurden keine Veränderungen vorgenommen, es enthält die britischen Monoabmischungen.
- Help!

Stereoversion:
Ticket to Ride wurde für die Stereoversion des Albums neu abgemischt, dabei wurde die Monoversion in eine Duophonic-Version (Fake Stereo) umgewandelt. Das Lied Help! beginnt mit der von Ken Thorne eingespielten James Bond Theme.
Monoversion:
Die Monoversion ist die heruntergemischte britische Stereoversion der Beatles-Lieder, die Stereo-Instrumentalversionen von Ken Thorne wurden ebenfalls heruntergemischt.
- Rubber Soul

Stereoversion:
Das Lied I’m Looking Through You wird am Anfang zweimal kurz beendet, bevor das eigentliche Lied beginnt, sodass es ungefähr zehn Sekunden länger ist als die britische Version. Die Stereoversion von The Word enthält eine andere Abmischung (gedoppelter Gesang von John Lennon) als die britische Stereoversion.
Monoversion:
Bei Michelle ist die Perkussionsbegleitung mehr in den Vordergrund gemischt, das Lied ist etwas länger. Ansonsten wurden die britischen Monoabmischungen verwendet.

## Covergestaltung
Das Design der beiden Boxen stammt von der Firma Wherefore Art?, verantwortlich waren David Costa und Emil Dacanay.
Die CDs befinden sich in einer länglichen Pappbox auf deren Vorderseite die Beatles und das Capitol Records-Logo abgedruckt sind, die Hintergrundfarben sind die Regenbogenfarben des damaligen Capitol-Label. Auf der Rückseite werden zusätzlich die Cover der jeweils vier enthaltenen Beatles-Alben sowie die darauf enthaltenen Lieder abgedruckt.
The Capitol Albums Vol. 1 enthält ein bebildertes 52-seitiges Heft, das ein Vorwort von Mark Lewisohn enthält.
The Capitol Albums Vol. 2 enthält ein bebildertes 60-seitiges Heft, das ein Vorwort von Bruce Spizer enthält.

## Titellisten

### The Capitol Albums Vol. 1
| Nr. | Lied                            | Autor            | Leadgesang                     | Länge |
| --- | ------------------------------- | ---------------- | ------------------------------ | ----- |
| 01  | I Want to Hold Your Hand        | Lennon/McCartney | Lennon und McCartney           | 2:25  |
| 02  | I Saw Her Standing There        | Lennon/McCartney | Paul McCartney                 | 2:55  |
| 03  | This Boy                        | Lennon/McCartney | Lennon, McCartney und Harrison | 2:15  |
| 04  | It Won’t Be Long                | Lennon/McCartney | Lennon                         | 2:13  |
| 05  | All I’ve Got to Do              | Lennon/McCartney | Lennon                         | 2:04  |
| 06  | All My Loving                   | Lennon/McCartney | McCartney                      | 2:09  |
| 07  | Don’t Bother Me                 | Harrison         | Harrison                       | 2:29  |
| 08  | Little Child                    | Lennon/McCartney | Lennon                         | 1:47  |
| 09  | Till There Was You              | Meredith Willson | McCartney                      | 2:15  |
| 10  | Hold Me Tight                   | Lennon/McCartney | McCartney                      | 2:33  |
| 11  | I Wanna Be Your Man             | Lennon/McCartney | Starr                          | 2:00  |
| 12  | Not a Second Time               | Lennon/McCartney | Lennon                         | 2:11  |
| 13  | I Want to Hold Your Hand (Mono) | Lennon/McCartney | Lennon und McCartney           | 2:27  |
| 14  | I Saw Her Standing There (Mono) | Lennon/McCartney | Paul McCartney                 | 2:54  |
| 15  | This Boy (Mono)                 | Lennon/McCartney | Lennon, McCartney und Harrison | 2:15  |
| 16  | It Won’t Be Long (Mono)         | Lennon/McCartney | Lennon                         | 2:13  |
| 17  | All I’ve Got to Do (Mono)       | Lennon/McCartney | Lennon                         | 2:04  |
| 18  | All My Loving (Mono)            | Lennon/McCartney | McCartney                      | 2:09  |
| 19  | Don’t Bother Me (Mono)          | Harrison         | Harrison                       | 2:29  |
| 20  | Little Child (Mono)             | Lennon/McCartney | Lennon                         | 1:47  |
| 21  | Till There Was You (Mono)       | Meredith Willson | McCartney                      | 2:15  |
| 22  | Hold Me Tight (Mono)            | Lennon/McCartney | McCartney                      | 2:33  |
| 23  | I Wanna Be Your Man (Mono)      | Lennon/McCartney | Starr                          | 2:01  |
| 24  | Not a Second Time (Mono)        | Lennon/McCartney | Lennon                         | 2:06  |

| Nr. | Lied                               | Autor                                               | Leadgesang           | Länge |
| --- | ---------------------------------- | --------------------------------------------------- | -------------------- | ----- |
| 01  | Roll Over Beethoven                | Chuck Berry                                         | Harrison             | 2:49  |
| 02  | Thank You Girl                     | Lennon/McCartney                                    | Lennon und McCartney | 2:07  |
| 03  | You Really Got a Hold on Me        | Smokey Robinson                                     | Lennon               | 3:05  |
| 04  | Devil in Her Heart                 | Richard P. Drapkin                                  | Harrison             | 2:30  |
| 05  | Money (That’s What I Want)         | Janie Bradford/Berry Gordy                          | Lennon               | 2:53  |
| 06  | You Can’t Do That                  | Lennon/McCartney                                    | Lennon               | 2:40  |
| 07  | Long Tall Sally                    | Enotris Johnson, Robert Blackwell, Richard Penniman | McCartney            | 2:07  |
| 08  | I Call Your Name                   | Lennon/McCartney                                    | Lennon               | 2:11  |
| 09  | Please Mr. Postman                 | Garrett/Dobbins/ Brian Holland/ Gorman/Bateman      | Lennon               | 2:38  |
| 10  | I’ll Get You                       | Lennon/McCartney                                    | Lennon               | 2:09  |
| 11  | She Loves You                      | Lennon/McCartney                                    | Lennon und McCartney | 2:28  |
| 12  | Roll Over Beethoven (Mono)         | Chuck Berry                                         | Harrison             | 2:47  |
| 13  | Thank You Girl (Mono)              | Lennon/McCartney                                    | Lennon und McCartney | 2:06  |
| 14  | You Really Got a Hold on Me (Mono) | Smokey Robinson                                     | Lennon               | 3:04  |
| 15  | Devil in Her Heart (Mono)          | Richard P. Drapkin                                  | Harrison             | 2:28  |
| 16  | Money (That’s What I Want) (Mono)  | Janie Bradford/Berry Gordy                          | Lennon               | 2:50  |
| 17  | You Can’t Do That (Mono)           | Lennon/McCartney                                    | Lennon               | 2:39  |
| 18  | Long Tall Sally (Mono)             | Enotris Johnson, Robert Blackwell, Richard Penniman | McCartney            | 2:06  |
| 19  | I Call Your Name (Mono)            | Lennon/McCartney                                    | Lennon               | 2:14  |
| 20  | Please Mr. Postman (Mono)          | Garrett/Dobbins/ Brian Holland/ Gorman/Bateman      | Lennon               | 2:37  |
| 21  | I’ll Get You (Mono)                | Lennon/McCartney                                    | Lennon               | 2:09  |
| 22  | She Loves You (Mono)               | Lennon/McCartney                                    | Lennon und McCartney | 2:23  |

| Nr. | Lied                                    | Autor            | Leadgesang           | Länge |
| --- | --------------------------------------- | ---------------- | -------------------- | ----- |
| 01  | I’ll Cry Instead                        | Lennon/McCartney | Lennon               | 1:48  |
| 02  | Things We Said Today                    | Lennon/McCartney | McCartney            | 2:38  |
| 03  | Any Time at All                         | Lennon/McCartney | Lennon               | 2:14  |
| 04  | When I Get Home                         | Lennon/McCartney | Lennon               | 2:19  |
| 05  | Slow Down                               | Larry Williams   | Lennon               | 2:57  |
| 06  | Matchbox                                | Carl Perkins     | Starr                | 1:58  |
| 07  | Tell Me Why                             | Lennon/McCartney | Lennon               | 2:11  |
| 08  | And I Love Her                          | Lennon/McCartney | McCartney            | 2:32  |
| 09  | I’m Happy Just to Dance with You        | Lennon/McCartney | Harrison             | 1:58  |
| 10  | If I Fell                               | Lennon/McCartney | Lennon und McCartney | 2:22  |
| 11  | Komm, gib mir deine Hand                | Lennon/McCartney | Lennon und McCartney | 2:31  |
| 12  | I’ll Cry Instead (Mono)                 | Lennon/McCartney | Lennon               | 2:09  |
| 13  | Things We Said Today (Mono)             | Lennon/McCartney | McCartney            | 2:38  |
| 14  | Any Time at All (Mono)                  | Lennon/McCartney | Lennon               | 2:14  |
| 15  | When I Get Home (Mono)                  | Lennon/McCartney | Lennon               | 2:18  |
| 16  | Slow Down (Mono)                        | Larry Williams   | Lennon               | 2:57  |
| 17  | Matchbox (Mono)                         | Carl Perkins     | Starr                | 2:01  |
| 18  | Tell Me Why (Mono)                      | Lennon/McCartney | Lennon               | 2:09  |
| 19  | And I Love Her (Mono)                   | Lennon/McCartney | McCartney            | 2:31  |
| 20  | I’m Happy Just to Dance with You (Mono) | Lennon/McCartney | Harrison             | 1:59  |
| 21  | If I Fell (Mono)                        | Lennon/McCartney | Lennon und McCartney | 2:22  |
| 22  | Komm, gib mir deine Hand (Mono)         | Lennon/McCartney | Lennon und McCartney | 2:29  |

| Nr. | Lied                                    | Autor            | Leadgesang           | Länge |
| --- | --------------------------------------- | ---------------- | -------------------- | ----- |
| 01  | No Reply                                | Lennon/McCartney | Lennon               | 2:18  |
| 02  | I’m a Loser                             | Lennon/McCartney | Lennon               | 2:32  |
| 03  | Baby’s in Black                         | Lennon/McCartney | Lennon und McCartney | 2:08  |
| 04  | Rock and Roll Music                     | Chuck Berry      | Lennon               | 2:34  |
| 05  | I’ll Follow the Sun                     | Lennon/McCartney | McCartney            | 1:51  |
| 06  | Mr. Moonlight                           | Johnson          | Lennon               | 2:43  |
| 07  | Honey Don’t                             | Carl Perkins     | Starr                | 3:00  |
| 08  | I’ll Be Back                            | Lennon/McCartney | Lennon               | 2:24  |
| 09  | She’s a Woman                           | Lennon/McCartney | McCartney            | 3:01  |
| 10  | I Feel Fine                             | Lennon/McCartney | Lennon               | 2:23  |
| 11  | Everybody’s Trying to Be My Baby        | Carl Perkins     | Harrison             | 2:31  |
| 12  | No Reply (Mono)                         | Lennon/McCartney | Lennon               | 2:17  |
| 13  | I’m a Loser (Mono)                      | Lennon/McCartney | Lennon               | 2:33  |
| 14  | Baby’s in Black (Mono)                  | Lennon/McCartney | Lennon und McCartney | 2:08  |
| 15  | Rock and Roll Music (Mono)              | Chuck Berry      | Lennon               | 2:34  |
| 16  | I’ll Follow the Sun (Mono)              | Lennon/McCartney | McCartney            | 1:50  |
| 17  | Mr. Moonlight (Mono)                    | Johnson          | Lennon               | 2:39  |
| 18  | Honey Don’t (Mono)                      | Carl Perkins     | Starr                | 2:59  |
| 19  | I’ll Be Back (Mono)                     | Lennon/McCartney | Lennon               | 2:24  |
| 20  | She’s a Woman (Mono)                    | Lennon/McCartney | McCartney            | 3:01  |
| 21  | I Feel Fine (Mono)                      | Lennon/McCartney | Lennon               | 2:23  |
| 22  | Everybody’s Trying to Be My Baby (Mono) | Carl Perkins     | Harrison             | 2:27  |

### The Capitol Albums Vol. 2
| Nr. | Lied                                | Autor                    | Leadgesang           | Länge |
| --- | ----------------------------------- | ------------------------ | -------------------- | ----- |
| 01  | Love Me Do                          | McCartney/Lennon         | Lennon und McCartney | 2:21  |
| 02  | Twist and Shout                     | Medley/Russell           | Lennon               | 2:36  |
| 03  | Anna (Go to Him)                    | Arthur Alexander         | Lennon               | 2:57  |
| 04  | Chains                              | Gerry Goffin/Carole King | Harrison             | 2:26  |
| 05  | Boys                                | Dixon/Farrell            | Starr                | 2:27  |
| 06  | Ask Me Why                          | McCartney/Lennon         | Lennon               | 2:28  |
| 07  | Please Please Me                    | McCartney/Lennon         | Lennon               | 2:02  |
| 08  | P.S. I Love You                     | McCartney/Lennon         | McCartney            | 2:05  |
| 09  | Baby It’s You                       | David/Bacharach/Williams | Lennon               | 2:41  |
| 10  | A Taste of Honey                    | Ric Marlow/Bobby Scott   | McCartney            | 2:05  |
| 11  | Do You Want to Know a Secret        | McCartney/Lennon         | Harrison             | 2:01  |
| 12  | Love Me Do (Mono)                   | McCartney/Lennon         | Lennon und McCartney | 2:21  |
| 13  | Twist and Shout (Mono)              | Medley/Russell           | Lennon               | 2:36  |
| 14  | Anna (Go to Him) (Mono)             | Arthur Alexander         | Lennon               | 2:57  |
| 15  | Chains (Mono)                       | Gerry Goffin/Carole King | Harrison             | 2:26  |
| 16  | Boys (Mono)                         | Dixon/Farrell            | Starr                | 2:27  |
| 17  | Ask Me Why (Mono)                   | McCartney/Lennon         | Lennon               | 2:28  |
| 18  | Please Please Me (Mono)             | McCartney/Lennon         | Lennon               | 2:02  |
| 19  | P.S. I Love You (Mono)              | McCartney/Lennon         | McCartney            | 2:05  |
| 20  | Baby It’s You (Mono)                | David/Bacharach/Williams | Lennon               | 2:41  |
| 21  | A Taste of Honey (Mono)             | Ric Marlow/Bobby Scott   | McCartney            | 2:05  |
| 22  | Do You Want to Know a Secret (Mono) | McCartney/Lennon         | Harrison             | 1:56  |

| Nr. | Lied                                              | Autor                            | Leadgesang           | Länge |
| --- | ------------------------------------------------- | -------------------------------- | -------------------- | ----- |
| 01  | Medley: a) Kansas City, b) Hey Hey Hey Hey        | Leiber/Stoller; Richard Penniman | McCartney            | 2:40  |
| 02  | Eight Days a Week                                 | Lennon/McCartney                 | Lennon und McCartney | 2:45  |
| 03  | You Like Me Too Much                              | Harrison                         | Harrison             | 2:37  |
| 04  | Bad Boy                                           | Larry Williams                   | Lennon               | 2:21  |
| 05  | I Don’t Want to Spoil the Party                   | Lennon/McCartney                 | Lennon und McCartney | 2:35  |
| 06  | Words of Love                                     | Buddy Holly                      | Lennon und McCartney | 2:06  |
| 07  | What You’re Doing                                 | Lennon/McCartney                 | McCartney            | 2:31  |
| 08  | Yes It Is                                         | Lennon/McCartney                 | Lennon               | 2:41  |
| 09  | Dizzy Miss Lizzy                                  | Williams                         | Lennon               | 2:54  |
| 10  | Tell Me What You See                              | Lennon/McCartney                 | Lennon und McCartney | 2:38  |
| 11  | Every Little Thing                                | Lennon/McCartney                 | Lennon und McCartney | 2:09  |
| 12  | Medley: a) Kansas City, b) Hey Hey Hey Hey (Mono) | Leiber/Stoller; Richard Penniman | McCartney            | 2:34  |
| 13  | Eight Days a Week (Mono)                          | Lennon/McCartney                 | Lennon und McCartney | 2:47  |
| 14  | You Like Me Too Much (Mono)                       | Harrison                         | Harrison             | 2:38  |
| 15  | Bad Boy (Mono)                                    | Larry Williams                   | Lennon               | 2:21  |
| 16  | I Don’t Want to Spoil the Party (Mono)            | Lennon/McCartney                 | Lennon und McCartney | 2:37  |
| 17  | Words of Love (Mono)                              | Buddy Holly                      | Lennon und McCartney | 2:17  |
| 18  | What You’re Doing (Mono)                          | Lennon/McCartney                 | McCartney            | 2:35  |
| 19  | Yes It Is (Mono)                                  | Lennon/McCartney                 | Lennon               | 2:43  |
| 20  | Dizzy Miss Lizzy (Mono)                           | Williams                         | Lennon               | 2:55  |
| 21  | Tell Me What You See (Mono)                       | Lennon/McCartney                 | Lennon und McCartney | 2:39  |
| 22  | Every Little Thing (Mono)                         | Lennon/McCartney                 | Lennon und McCartney | 2:02  |

| Nr. | Lied                                                             | Autor                                    | Interpret  | Länge |
| --- | ---------------------------------------------------------------- | ---------------------------------------- | ---------- | ----- |
| 01  | Help! (+ Ken Thorne’s James Bond Theme)                          | Lennon/McCartney                         | Lennon     | 2:39  |
| 02  | The Night Before                                                 | Lennon/McCartney                         | McCartney  | 2:36  |
| 03  | From Me to You Fantasy (Instrumental)                            | Lennon/McCartney; arr. von Thorne        | Ken Thorne | 2:07  |
| 04  | You’ve Got to Hide Your Love Away                                | Lennon/McCartney                         | Lennon     | 2:12  |
| 05  | I Need You                                                       | Harrison                                 | Harrison   | 2:31  |
| 06  | In the Tyrol (Instrumental)                                      | Thorne                                   | Ken Thorne | 2:25  |
| 07  | Another Girl                                                     | Lennon/McCartney                         | McCartney  | 2:08  |
| 08  | Another Hard Day’s Night (Instrumental)                          | Lennon/McCartney; arr. von Thorne        | Ken Thorne | 2:31  |
| 09  | Ticket to Ride                                                   | Lennon/McCartney                         | Lennon     | 3:07  |
| 10  | Medley: The Bitter End / You Can’t Do That (Instrumental)        | Thorne/Lennon/McCartney; arr. von Thorne | Ken Thorne | 2:25  |
| 11  | You’re Going to Lose That Girl                                   | Lennon/McCartney                         | Lennon     | 2:18  |
| 12  | The Chase (Instrumental)                                         | Thorne                                   | Ken Thorne | 2:30  |
| 13  | Help! (+ Ken Thorne’s James Bond Theme) (Mono)                   | Lennon/McCartney                         | Lennon     | 2:39  |
| 14  | The Night Before (Mono)                                          | Lennon/McCartney                         | McCartney  | 2:36  |
| 15  | From Me to You Fantasy (Instrumental) (Mono)                     | Lennon/McCartney; arr. von Thorne        | Ken Thorne | 2:07  |
| 16  | You’ve Got to Hide Your Love Away (Mono)                         | Lennon/McCartney                         | Lennon     | 2:12  |
| 17  | I Need You (Mono)                                                | Harrison                                 | Harrison   | 2:31  |
| 18  | In the Tyrol (Instrumental) (Mono)                               | Thorne                                   | Ken Thorne | 2:24  |
| 19  | Another Girl(Mono)                                               | Lennon/McCartney                         | McCartney  | 2:08  |
| 20  | Another Hard Day’s Night (Instrumental) (Mono)                   | Lennon/McCartney; arr. von Thorne        | Ken Thorne | 2:31  |
| 21  | Ticket To Ride (Mono)                                            | Lennon/McCartney                         | Lennon     | 3:07  |
| 22  | Medley: The Bitter End / You Can’t Do That (Instrumental) (Mono) | Thorne/Lennon/McCartney; arr. von Thorne | Ken Thorne | 2:25  |
| 23  | You’re Gonna Lose That Girl (Mono)                               | Lennon/McCartney                         | Lennon     | 2:18  |
| 24  | The Chase (Instrumental) (Mono)                                  | Thorne                                   | Ken Thorne | 2:27  |

| Nr. | Lied                                        | Autor            | Leadgesang           | Länge |
| --- | ------------------------------------------- | ---------------- | -------------------- | ----- |
| 01  | I’ve Just Seen a Face                       | Lennon/McCartney | McCartney            | 2:06  |
| 02  | Norwegian Wood (This Bird Has Flown)        | Lennon/McCartney | Lennon               | 2:05  |
| 03  | You Won’t See Me                            | Lennon/McCartney | McCartney            | 3:26  |
| 04  | Think for Yourself                          | George Harrison  | Harrison             | 2:19  |
| 05  | The Word                                    | Lennon/McCartney | Lennon und McCartney | 2:45  |
| 06  | Michelle                                    | Lennon/McCartney | McCartney            | 2:44  |
| 07  | It’s Only Love                              | Lennon/McCartney | Lennon               | 1:56  |
| 08  | Girl                                        | Lennon/McCartney | Lennon               | 2:30  |
| 09  | I’m Looking Through You                     | Lennon/McCartney | McCartney            | 2:30  |
| 10  | In My Life                                  | Lennon/McCartney | Lennon               | 2:26  |
| 11  | Wait                                        | Lennon/McCartney | Lennon und McCartney | 2:14  |
| 12  | Run for Your Life                           | Lennon/McCartney | Lennon               | 2:25  |
| 13  | I’ve Just Seen a Face (Mono)                | Lennon/McCartney | McCartney            | 2:07  |
| 14  | Norwegian Wood (This Bird Has Flown) (Mono) | Lennon/McCartney | Lennon               | 2:05  |
| 15  | You Won’t See Me (Mono)                     | Lennon/McCartney | McCartney            | 3:26  |
| 16  | Think for Yourself (Mono)                   | George Harrison  | Harrison             | 2:19  |
| 17  | The Word (Mono)                             | Lennon/McCartney | Lennon und McCartney | 2:45  |
| 18  | Michelle (Mono)                             | Lennon/McCartney | McCartney            | 2:46  |
| 19  | It’s Only Love (Mono)                       | Lennon/McCartney | Lennon               | 1:57  |
| 20  | Girl (Mono)                                 | Lennon/McCartney | Lennon               | 2:32  |
| 21  | I’m Looking Through You (Mono)              | Lennon/McCartney | McCartney            | 2:29  |
| 22  | In My Life (Mono)                           | Lennon/McCartney | Lennon               | 2:27  |
| 23  | Wait (Mono)                                 | Lennon/McCartney | Lennon und McCartney | 2:15  |
| 24  | Run for Your Life (Mono)                    | Lennon/McCartney | Lennon               | 2:21  |

## Promotion-CDs
| Titel                             | Inhalt | Veröffentlichung | Label (Katalognr.)            |
| --------------------------------- | --- | ---------------- | ----------------------------- |
| The Capitol Albums Vol. 1 Sampler | All My Loving / I Wanna Be Your Man / I Call Your Name / Roll Over Beethoven / Things We said Today / If I Fell / She’s a Woman / I’m a Loser – die aufgeführten acht Stereoversionen zuzüglich in gleicher Reihenfolge die Monoversionen                                  | Nov. 2004        | Capitol DPRO 7087 6 18966 2 6 |
| The Capitol Albums Vol. 2 Sampler | Baby It’s You / Boys / What You’re Doing / I Don’t Want to Spoil the Party / The Night Before / You’ve Got to Hide Your Love Away / Think for Yourself / I’ve Just Seen a Face – die aufgeführten acht Stereoversionen zuzüglich in gleicher Reihenfolge die Monoversionen | April 2006       | Capitol DPRO 0946 3 59566 2 7 |

## Kommerzieller Erfolg

### Chartplatzierungen
| ChartsChartplatzierungen       | Höchstplatzierung | Wochen |
| ------------------------------ | ----------------- | ------ |
| Deutschland (GfK)              | 80 (1 Wo.)        | 1      |
| Vereinigte Staaten (Billboard) | 35 (6 Wo.)        | 6      |

| ChartsChartplatzierungen       | Höchstplatzierung | Wochen |
| ------------------------------ | ----------------- | ------ |
| Vereinigte Staaten (Billboard) | 46 (2 Wo.)        | 2      |

### Auszeichnungen für Musikverkäufe
| Land/Region               | Auszeichnungen für Musikverkäufe (Land/Region, Auszeichnung, Verkäufe) | Verkäufe |
| ------------------------- | ---------------------------------------------------------------------- | -------- |
| Vereinigte Staaten (RIAA) | Platin                                                                 | 250.000  |
| Insgesamt                 | 1× Platin ·                                                            | 250.000  |

| Land/Region               | Auszeichnungen für Musikverkäufe (Land/Region, Auszeichnung, Verkäufe) | Verkäufe |
| ------------------------- | ---------------------------------------------------------------------- | -------- |
| Vereinigte Staaten (RIAA) | Gold                                                                   | 125.000  |
| Insgesamt                 | 1× Gold ·                                                              | 125.000  |